# Valmet RM 2
Valmet RM 2 − czteroosiowe, wysokopodłogowe tramwaje wyprodukowane przez fińską firmę Valmet. 

## Konstrukcja
Konstrukcja tramwajów została zaczerpnięta ze szwajcarskich tramwajów Be4/4 z tą różnicą, że usunięto środkowe drzwi i nieznacznie skrócono wagon. Każdy wagon miał dwa dwuosiowe wózki wyprodukowane przez Oy Tampella Ab (Tampere). Tramwaje o długości 11,6 m, szerokości 2,1 m i wysokości 3,75 m posiadały 4 silniki Strömberg GHAU 67 E o mocy 50 kW, każdy wyprodukowane przez Oy Strömberg Ab (Helsinki). Wózki były wyposażone w koła o średnicy 600 mm, które były wyciszane przy pomocy gumowych wkładek, dzięki czemu tramwaj charakteryzował się cichą jazdą. Rozstaw osi w wózku wynosił 1,8 m. Tramwaje RM 2 mogły maksymalnie się rozpędzić do prędkości 50 km/h, jednak w czasie testów jeden z wagonów osiągnął prędkość 90 km/h. Pusty tramwaj ważył 20 ton. Wagon nr 48 był wyposażony w sprzęgi Scharfenberga, które zostały zdemontowane w 1967. W tramwajach było 17 miejsc siedzących i 83 stojących. We wnętrzu siedzenia były ułożone w systemie 1+1. Wagony RM 2 były szybkie, nowoczesne i ciche, jednak w czasie eksploatacji było więcej problemów niż z wagonami o numerach 38−47.

## Eksploatacja
Tramwaje RM 2 do Turku dostarczono w 1956. Łącznie wyprodukowano 8 wagonów, którym w Turku nadano nr od 48 do 55. Początkowo tramwaje były eksploatowane na linii nr 3, jednak nie sprawdziły się na tej linii i wkrótce przeniesiono je na linię nr 1. W 1967 wagony RM 2 zaczęły obsługiwać linię nr 2 po likwidacji linii nr 1. Linię nr 2 tramwaje RM 2 obsługiwały do czerwca 1972, kiedy linię nr 2 zlikwidowano. Wagon nr 48 w latach 1958−1968 był eksploatowany wraz z wagonem doczepnym nr 141. Wszystkie tramwaje wycofano z eksploatacji w 1972. Wagony o nr 52, 53 i 55 zostały zachowane przez różne stowarzyszenia. Jednak i te wagony zostały zezłomowane do lat 80. XX w. z powodu dewastacji. 
Tramwaje RM 2 były eksploatowane tylko w Turku.